# Cmentarz wojenny nr 386 – Podgórze
Cmentarz wojenny nr 386 – Podgórze – austriacki cmentarz wojenny z okresu I wojny światowej wybudowany przez Oddział Grobów Wojennych C. i K. Komendantury Wojskowej w Krakowie i znajdujący się na terenie jego okręgu XI Twierdza Kraków.
Cmentarz znajduje się w prawobrzeżnej części Krakowa, w Podgórzu, na obszarze Dzielnicy XIII.
Jest to niewielka obecnie kwatera na nowym Cmentarzu podgórskim, a znajduje się w południowej jego części, po lewej stronie głównej alei (obecna kwatera nr XI).
Cmentarz projektował Hans Mayr, ale z jego oryginalnego projektu nie zachowało się prawie nic. W 1918 r. cmentarz przebudowano, groby skomasowano i zmniejszono jego obszar z 1000 m² do zaledwie 380 m². Pierwotnie znajdował się na nim pomnik centralny, w formie obelisku, otoczony u podstawy koroną cierniową z czterema żołnierskimi czapkami (w tym niemiecką pikelhaubą). Obecny pomnik jest współczesny, pola grobowe splantowano i utworzono dwa tarasy. Nie jest znana liczba pochowanych na nim żołnierzy, w 1917 było tu 340 mogił i być może tylu żołnierzy tutaj spoczęło, znane są nazwiska 106 z nich.

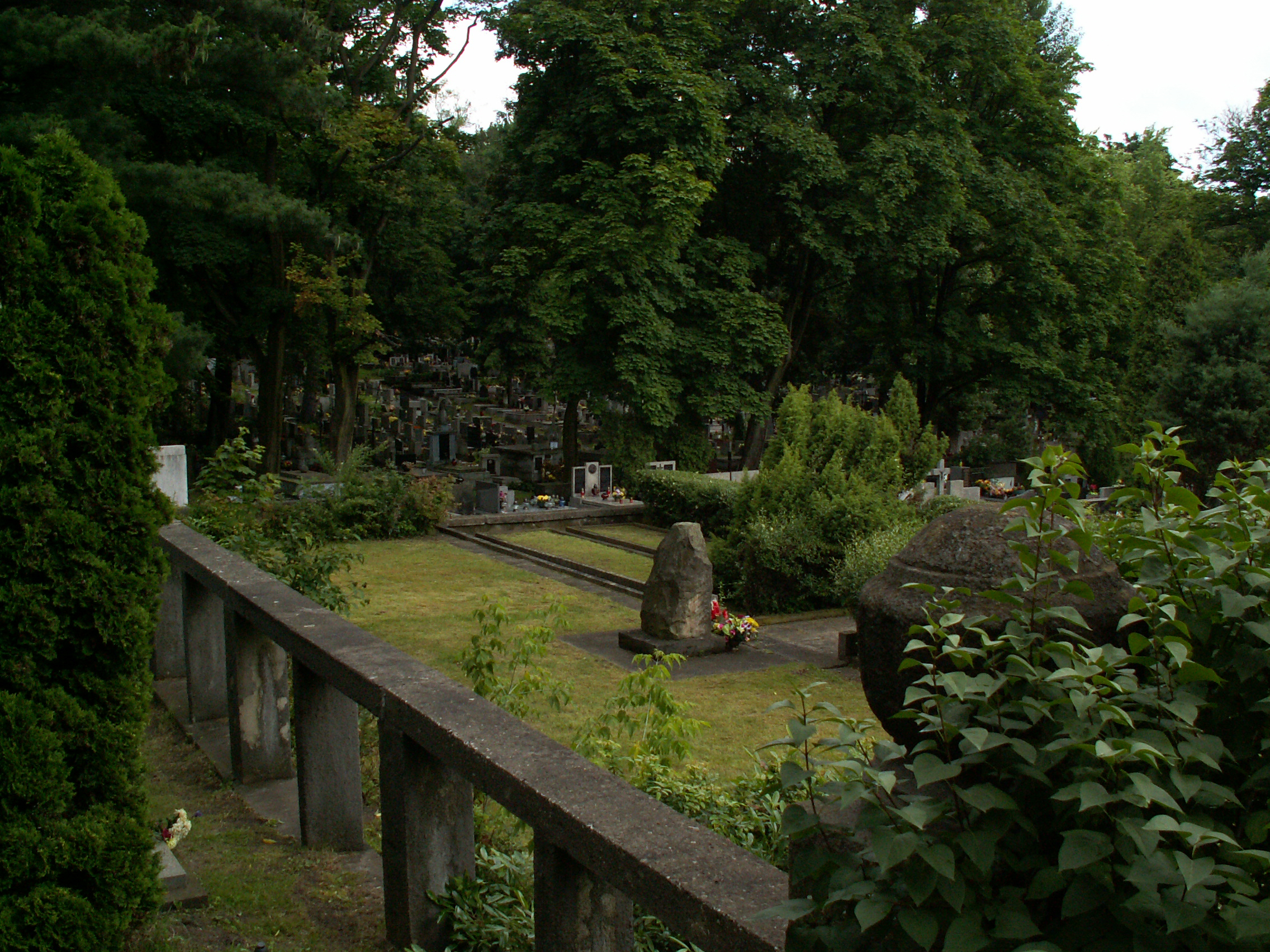
Widok ogólny
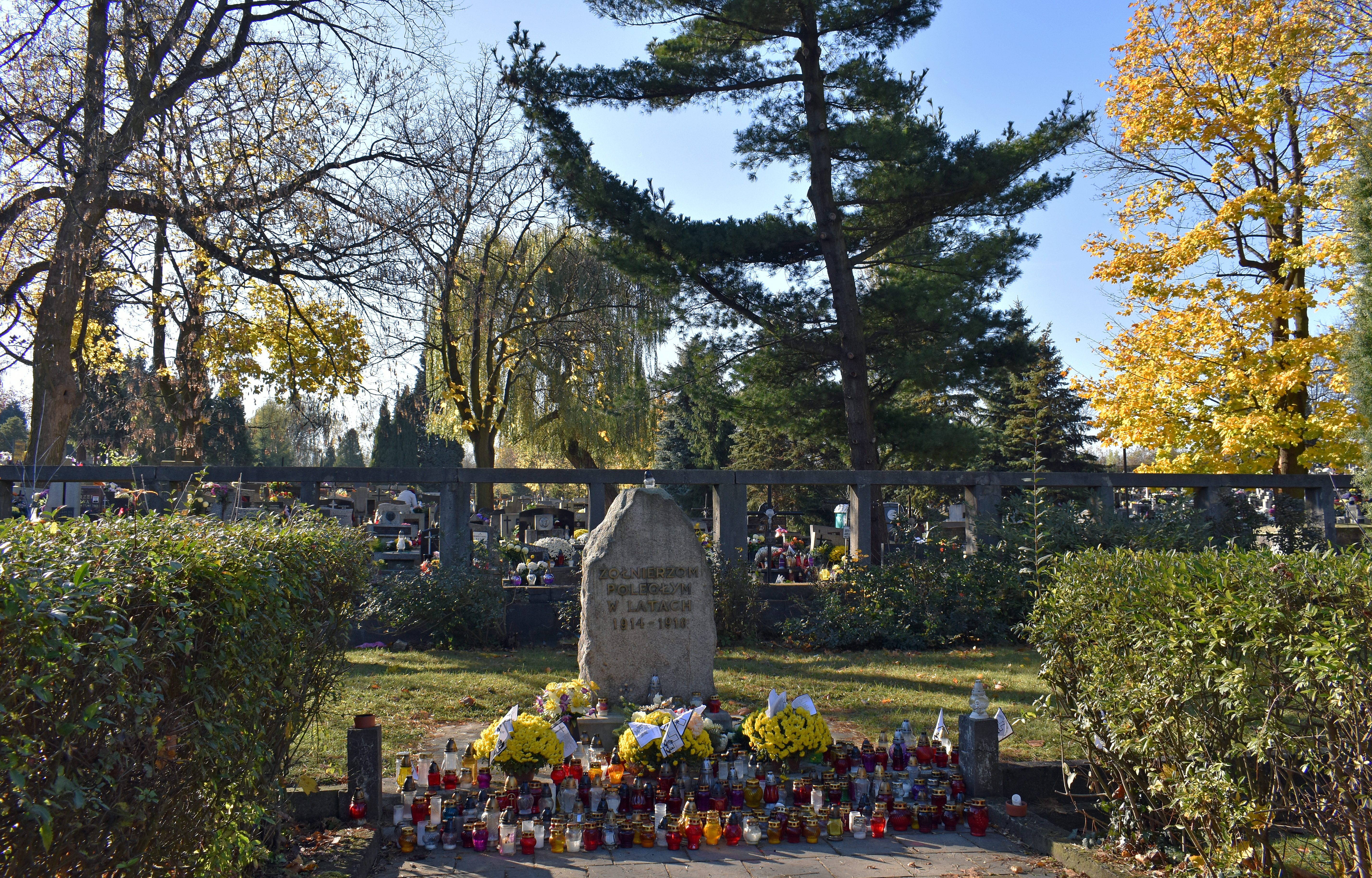
Pomnik
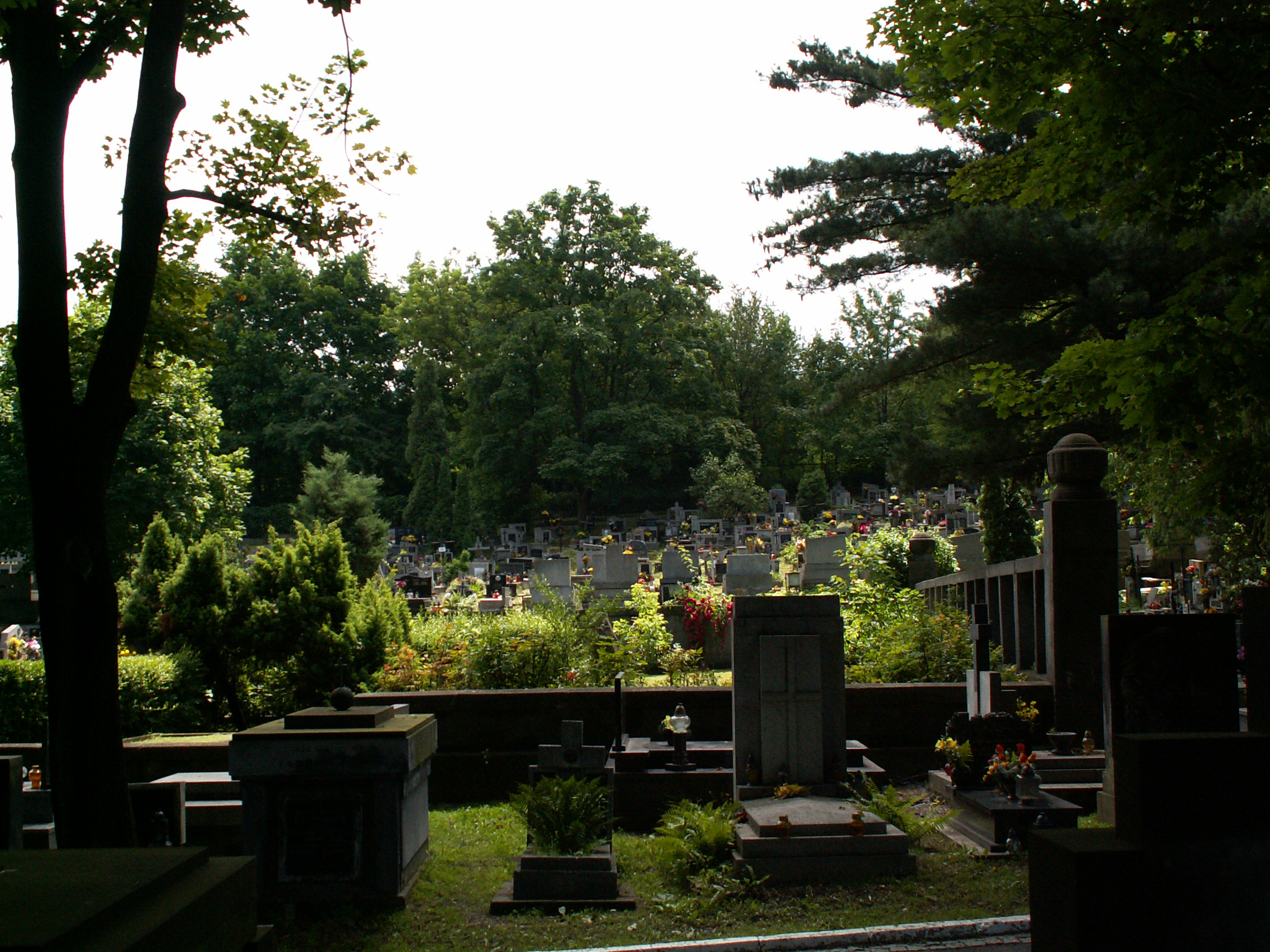
Widok ogólny